# Roger Penrose
Sir Roger Penrose (* 8. srpna 1931, Colchester, Essex) je anglický matematický fyzik a matematik, znám především svými příspěvky k obecné relativitě, kosmologii a k teorii zobecněných inverzí matic. Mezi jeho přínosy patří např. spolupráce na objevu Hawkingova záření. Je také rekreačním filosofem. V roce 2020 obdržel Nobelovu cenu za fyziku, za predikci vzniku černých děr na základě obecné teorie relativity.

## Raný život a vzdělání
Roger Penrose se narodil v Colchesteru, je synem lékařky Margaret Leathesové a psychiatra a genetika Lionela Penrose. Jeho prarodiče byli J. Doyle Penrose, umělec původně z Irska a Ctihodná Elizabeth Josephine, dcera Alexandra Peckova (barona Peckova I.), jehož prarodiče byli psycholog John Beresford Leathes a Sonia Marie Nathansonová. Jeho strýc byl umělec Roland Penrose, jehož syn s americkou fotografkou Lee Millerovou je Anthony Penrose. Roger Penrose je bratr fyzika Olivera Penrose, genetičky  Shirley Hogsonové a šachového velmistra Jonathana Penrose. Jejich nevlastní otec byl matematik a počítačový vědec Max Newman.
Roger Penrose vyrůstal během druhé světové války v Kanadě, Ontariu kde jeho otec pracoval. Penrose studoval na University College School(UCS) v Londýně. Školu vystudoval s  nejvyšším vyznamenáním a získal titul z oboru matematiky.
Během studií v roce 1955 zavedl do šiřšího užití generalizovanou inverzní matici, také známou jako Moore-Penrose inverze, poté, co byla znovu vynalezena Arnem Bjerhammarem v roce 1951. Zahájil výzkum pod vedením profesora geometrie a astronomie W. V. D. Hodge. Penrose dokončil svůj doktorát na St. John’s koleji v Cambridge prací o tenzorových metodách v algebraické geometrii pod vedením algebristy a geometra Johna A. Todda. V 50. letech společně se svým otcem zkonstruoval a zpopularizoval tzv. Penroseův trojúhelník, který popsal jako ,,nemožnost v její nejčistší podobě”. Následně předal tento materiál umělci M. C. Escherovi, jehož vyobrazení nemožnosti částečně inspirovaly Penrose. Escherův Vodopád a Vzestupný a sestupný byly naopak inspirovány Penrosem.

## Výzkum a kariéra
Penrose strávil svá akademická léta 1956–1957 jako asistent na Bedfordské univerzitě (nyní Královská Holloway univerzita v Londýně) a poté jako vědecký pracovník na St John's College v Cambridge. V roce 1959 se oženil s Joan Isabel Wedgovou. Pro roky 1959–1961 získal vědecké stipendium NATO na Princetonu a poté na Syracuské univerzitě. Po návratu na Londýnskou univerzitu pracoval dva roky, 1961 až 1963, jako vědecký pracovník na King's College. Poté se vydal zpět do Spojených států, kde působil v letech 1963 až 1964 na Texaské univerzitě v Austinu. Později hostoval v letech 1966–1967 na Yeshiva University a Princetonu a v roce 1969 na Cornellu.
V roce 1964 na pozici lektora na Birkbeckově univerzitě v Londýně, slovy Kipa Thorna z Caltechu, Roger Penrose způsobil převrat v matematických nástrojích, které používáme při analýze vlastností časoprostoru. Do té doby byly práce na zakřivené geometrii obecné teorie relativity omezeny konfiguracemi s dostatečně vysokou symetrií, aby byly Einsteinovy rovnice řešitelné. Existovaly pochybnosti o tom, zda jsou takové případy typické. Jeden z přístupů k této problematice bylo využití poruchové teorie, použité pod vedením Johna Archibalda Wheelera na Princetonu. Jiným, radikálněji inovativním přístupem, použitým Penrosem, bylo pominout detailní geometrickou strukturu časoprostoru a místo toho se soustředit na topologii vesmíru, nebo alespoň její konformní strukturu, jelikož ta je konečná. Významná je Penroseova práce Gravitační kolaps a časoprostorové singularity, kterou je možné shrnout tak, že pokud nějaký objekt, například umírající hvězda, imploduje pod jistou velikost, pak nic nezabrání tomu, aby její gravitační pole dosáhlo dostatečné intenzity k vytvoření nějaké formy singularity. Tato práce také ukázala způsob, jak je možné získat podobné závěry v jiných souvislostech, zejména u kosmologického Velkého třesku, kterým se zabýval společně s nejznámějším studentem Dennise Sciama, Stephenem Hawkingem.
Penrose je známý také díky svému objevu tzv. Penroseova dláždění z roku 1974, které je složeno ze dvou typů dlaždic, které vydláždí plochu vždy neperiodicky. Toto dláždění představuje pětistrannou rotační symetrii. V roce 1984 byly tyto vzory pozorovány v uspořádání atomů v kvazikrystalech.
Za zmínku také stojí jeho popis spinových sítí z roku 1971. Zasloužil se i o popularitu prostoročasových diagramů známých jako Penroseovy.
Penrose byl v roce 1983 pozván Billem Gordonem, aby přednášel na Riceově universitě v Houstonu. Zde pracoval od roku 1983 do roku 1987. Mezi jeho doktorandy patřili Andrew Hodges, Lane Hughston, Richard Jozsa, Claude LeBrun, John McNamara, Tristan Needham, Tom Poston, Asghar Qadir a Richard S. Ward.
V roce 2004 vydal The Road to Reality: A Complete Guide to the Laws of the Universe, 1099-stránkový ucelený průvodce zákony vesmíru, který obsahuje i vysvětlení jeho vlastní teorie. Penroseova interpretace předpovídá vztah mezi kvantovou mechanikou a obecnou relativitou: tvrdí, že kvantový stav zůstává v superpozici, dokud rozdíl v zakřivení časoprostoru nedosáhne významné úrovně.

## Vědomí
Penrose napsal knihy o spojení mezi základní fyzikou a lidským (nebo zvířecím) vědomím. V knizeThe Emperor's New Mind (1989) tvrdí, že fyzikální zákony, které známe, nejsou schopné dostatečně vysvětlit fenomén vědomí. Penrose navrhuje charakteristiky, které by budoucí fyzika mohla mít a upřesňuje požadavky pro překlenutí klasické a kvantové mechaniky (což nazývá korektní kvantová gravitace). Penrose používá variantu problému zastavení Turingova stroje k demonstraci toho, že systém může být deterministický, aniž by byl algoritmický. (Například si představte systém, který umožňuje pouze dva stavy, ZAPNUTO a VYPNUTO. Pokud je systém ve stavu ZAPNUTO, když  Turingův stroj zastaví, a VYPNUTO, když Turingův stroj nezastaví, pak je stav systému zcela určen strojem; Přesto neexistuje algoritmický způsob, jak určit, zda Turingův stroj zastaví.)
Penrose věří, že takové deterministické, ale nealgoritmické procesy mohou hrát roli při kvantově mechanickém kolapsu vlnové funkce a mohou být využívány mozkem. Tvrdí, že dnešní počítače nemohou mít inteligenci, protože jsou to algoritmicky deterministické systémy. Oponuje názoru, že racionální procesy mysli jsou zcela algoritmické, a že tak mohou být duplikovány dostatečně složitým počítačem. To je v protikladu k názorům zastáncům silné umělé inteligence, kteří tvrdí, že myšlení lze simulovat algoritmicky. Svou argumentaci Penrose opírá o tvrzení, že vědomí překračuje formální logiku, protože faktory jako nerozložitelnost problému zastavení brání algoritmicky založenému systému logiky v reprodukování takových rysů lidské inteligence jako je matematický vhled. Tato tvrzení původně zastával filozof John Lucas z Merton College, Oxford.
Penrose–Lucasovo tvrzení o implikacích Gödelovy věty o neúplnosti pro výpočetní teorie lidské inteligence, bylo kritizováno matematiky, počítačovými vědci a filozofy. Mnoho odborníků v těchto oborech tvrdí, že Penroseho argument selhává, přičemž různí autoři mohou napadat různé aspekty tohoto argumentu. Marvin Minsky, přední obhájce umělé inteligence, byl zvláště kritický, když uvedl, že Penrose "se snaží ukázat, kapitolu po kapitole, že lidské myšlení nemůže být založeno na žádném známém vědeckém principu." Minského postoj je přesně opačný – věřil, že lidé jsou vlastně stroje, jejichž fungování, i když složité, je plně vysvětlitelné současnou fyzikou. Minsky tvrdil, že "toto hledání (vědeckého vysvětlení) lze zavést příliš daleko/jinam, pokud se zaměřujeme pouze na hledání nových základních principů místo zaměření na reálná data. To je to, co vidím v Penroseho hledání nových základních principů fyziky, které by vysvětlovaly vědomí."
Penrose reagoval na kritiku The Emperor's New Mind svou následující knihou Shadows of the Mind v roce 1994 a v roce 1997 knihou The Large, the Small and the Human Mind. V těchto dílech také propojoval své pozorování s pozorováními anesteziologa Stuarta Hameroffa.
Penrose a Hameroff tvrdili, že vědomí je výsledkem kvantových gravitačních jevů v mikrotubulech, které nazvali Orch-OR (orchestrální objektivní kolaps vlnové funkce). Max Tegmark v článku v časopise Physical Review E vypočítal, že časový úsek od vyslání vzruchu do excitace neuronů v mikrotubulech je minimálně 10,000,000,000 krát pomalejší než doba dekoherence. Přijetí této práce shrnuje následující prohlášení, které mluví ve prospěch Tegmarka: "Nestranní fyzikové, jako například John A. Smolin z IBM, říkají, že výpočty potvrzují to, co celou dobu tušili. 'Nemáme co do činění s mozkem, který se blíží absolutní nule. Je poměrně nepravděpodobné, že by mozek vyvinul kvantové chování'". Tegmarkova práce byla často citována kritiky Penrose - Hameroffa stanoviska.
Ve své odpovědi na Tegmarkovu práci, která byla také publikovaná v časopise Physical Review E, fyzici Scott Hagan, Jack Tuszyński a Hameroff tvrdili, že se Tegmark nezabýval modelem Orch-OR, ale spíše modelem, který sám vytvořil. Tento model zahrnoval supsuperpozice kvant oddělených o 24 nm namísto mnohem menších, které Orch-OR stanovila.
V souladu s tím Hameroffa skupina tvrdila, že doba dekoherence je o sedm řádů větší než říkala Tegmarkova skupina, ale stále je značně kratší než 25 ms, jak by bylo zapotřebí, pokud by mělo být kvantové zpracování v teorii vztaženo k synchronizaci gammy 40 Hz tak, jak Orch-OR navrhovala.
K překonání tohoto nesouladu učinila skupina řadu návrhů. Předpokládali, že v nitru neuronů může variovat tekutina a gel. Předpokládali, že v gelovém stavu jsou elektrické dipóly vody orientovány ve stejném směru, podél vnějšího okraje tubulinových podjednotek mikrotubulů. Hameroff a spol. uváděli, že takto uspořádaná voda by mohla odstínit jakoukoli kvantovou koherenci uvnitř tubulinu mikrotubulů od prostředí zbytku mozku. Další odstínění by mohlo vznikat tím, že každý tubulin má ocas, který vychází z mikrotubulů, který je negativně nabitý a proto přitahuje kladně nabité ionty. Další úvaha předpokládala, že mikrotubuly by mohly být převedeny do stavu koherence biochemickou energií.

## Ocenění a vyznamenání
Penrose získal za svůj přínos vědě mnoho ocenění.
V roce 1971 mu byla udělena cena Dannieho Heinemana za přínos v oblasti astrofyziky.
V roce 1972 byl zvolen členem Královské společnosti (FRS).
V roce 1975 mu byla, společně se Stephenem Hawkingem, udělena Královskou astronomickou společností (RAS) Eddingtonova medaile.
V roce 1985 mu britská Královská společnost udělila cenu Royal Medal.
Spolu se Stephenem Hawkingem mu byla v roce 1988 udělena prestižní cena Wolf Foundation za fyziku.
V roce 1989 mu byla udělena Diracova medaile a cena od Institute of Physics a byl také jmenován jeho čestným členem.
V roce 1990 byla Penrosovi společností Alberta Einsteina udělena medaile Alberta Einsteina.
V roce 1991 mu byla Londýnskou matematickou společností (LMS) udělena Naylorova cena .
Od roku 1992 do roku 1995 působil jako prezident Mezinárodní společnosti pro obecnou relativitu a gravitaci.
V roce 1994 byl za zásluhy o vědu povýšen do šlechtického stavu. Byl mu také udělen čestný titul (doktor věd) univerzity v Bathu a stal se členem Polské akademie věd.
V roce 1998 byl zvolen spolupracovníkem Národní akademie věd Spojených států.
V roce 2000 byl Penrosovi udělen Řád za zásluhy (OM).
V roce 2004 mu byla Londýnskou matematickou společností udělena De Morganova medaile za jeho rozsáhlý a originální přínos matematické fyzice.
V roce 2005 byl Penrosovi udělen čestný doktorát Varšavské univerzity (Polsko) a Katholieke Universiteit Leuven (Belgie) a v roce 2006 čestný University of York (Anglie).
V roce 2008 mu byla udělena Copleyho medaile.
V roce 2011 byl zvolen členem American Philosophical Society. V tomto roce mu byla udělena také Fonseca Prize udělovaná University of Santiago de Compostela (Španělsko).

## Názory
Penrose je ateista. Věří však v (kvantový) posmrtný život.

## Publikace v češtině
- Makrosvět, mikrosvět a lidská mysl, Mladá fronta 1999, ISBN 80-204-0780-4
- Cykly času: Nový pozoruhodný pohled na vesmír, Argo a Dokořán, 2013, ISBN 978-80-7363-520-6
- Stephen Hawking, Roger Penrose: Povaha prostoru a času, Argo 2019, ISBN 978-80-7363-936-5